# 氏家柊太
氏家 柊太（うじいえ しゅうた、1995年1月26日 - ）は、日本の元ラグビー選手。

## プロフィール
- 福島県いわき市出身[1]。
- 現役時代のポジションはウィング(WTB))。
- 身長 172cm、体重 83kg

## 略歴
2013年、磐城高校卒業後、同志社大学に入る。
2017年、同志社大学卒業後、日本製鉄釜石シーウェイブスに加入。同年11月25日に行われたジャパンラグビートップチャレンジリーグ第7節の中部電力戦に途中出場で公式戦初出場を果たした。
2022年、現役を引退した。